# Pa Tio Tio Gap
Das Pa Tio Tio Gap ist eine vergletscherte Scharte im ostantarktischen Viktorialand. Sie verläuft in der Kirkwood Range der Prince Albert Mountains in ostwestlicher Richtung zwischen dem Robertson-Massiv im Norden und dem südlichen gelegenen Endeavour-Massiv.
„Pa Tio Tio“ ist ein Begriff aus dem Māori und bedeutet so viel wie „überfroren“.